# Dianatemplet på Aventinen
Dianatemplet på Aventinen i Rom ska enligt legenden ha grundats av kung Servius Tullius på 500-talet f.Kr.
Helgedomen grundades enligt traditionen sedan kungen hade hört om Artemistemplet i Efesos, och sedan organiserade grundandet av en motsvarande helgedom till Diana i Rom genom samarbete mellan de latinska städerna. Det ceremoniel som utvecklades vid Dianatemplet på Aventinen kom senare att stå som modell för senare tempels sakrala ritualer.